# مبتسما للأبد (فلم)
مبتسمًا للأبد (بالإنجليزية: Smilin' Through) هو فيلم تم إنتاجه في الولايات المتحدة وصدر في سنة 1932.

## طاقم التمثيل
- نورما شيرر
- فريدريك مارج

### ترشيحات وجوائز
| السنة | الحدث  | الفئة     | النتيجة |
| ----- | ------ | --------- | ------- |
| 1933  | أوسكار | أفضل فيلم | ترشـيـح |

## الميزانية والإيرادات
بلغت تكلفة إنتاج الفيلم حوالي 851,000 دولار بينما حقق أرباحا تقدر بـ 1,004,000 (Domestic earnings), 1,029,000 (Foreign earnings) دولار.

## وصلات خارجية
- مبتسما للأبد على موقع IMDb (الإنجليزية)
- مبتسما للأبد على موقع روتن توميتوز (الإنجليزية)
- مبتسما للأبد على موقع Turner Classic Movies (الإنجليزية)
- مبتسما للأبد على موقع أول موفي (الإنجليزية)
- مبتسما للأبد على موقع فيلمافينيتي (الإسبانية)
- مبتسما للأبد على موقع قاعدة بيانات الأفلام السويدية (السويدية)
- مبتسما للأبد على موقع قاعدة بيانات الفيلم (الإنجليزية)
- مبتسما للأبد على موقع ليتربوكسد (الإنجليزية)
- مبتسما للأبد على موقع كينوبويسك (الروسية)

1. ↑  وصلة مرجع: http://www.imdb.com/title/tt0023488/. الوصول: 7 أبريل 2016.
2. ↑  وصلة مرجع: http://www.filmaffinity.com/en/film663098.html. الوصول: 7 أبريل 2016.
3. ↑  مذكور في: قاعدة بيانات الأفلام التشيكية السلوفاكية. لغة العمل أو لغة الاسم: التشيكية. تاريخ النشر: 2001.